# Frenz International Cup 2014
La Frenz International Cup 2014 es la segunda edición de la Frenz International Cup que tuvo lugar en Malasia e Indonesia del 11 al 26 de enero de 2014. Todos los jugadores son menores de 16 años. El campeón defensor Eslovaquia Sub-16 defendió con éxito su título después de derrotar a Irán Sub-16 2-0 en la prórroga de la final.
Este torneo ha sido apoyado y aprobado por la Asociación de Fútbol de Malasia, la Confederación Asiática de Fútbol, la Asociación de Fútbol de Indonesia y Selangor FA.

## Equipos que compiten
- Frenz United FC (Malasia) (Anfitrión)
- Frenz United Indonesia (Anfitrión)
- Selección de fútbol sub-16 de Eslovaquia
- Selección de fútbol sub-16 de Irán
- Internacional
- Besiktas

- E. Frankfurt
- Sporting de Lisboa
- Incheon United
- Dalian Aerbin
- Chonburi F.C.
- Rapture F.C. (no compitió)

## Estadio
| Malaysia          | Malaysia                  | Malaysia          | Indonesia            | Indonesia            |
| ----------------- | ------------------------- | ----------------- | -------------------- | -------------------- |
| Pahang            | Kuala Lumpur              | Selangor          | Yogyakarta           | Yogyakarta           |
| Stadium Frenz     | Stadium Universiti Malaya | Stadium Selayang  | Stadium Maguworhorjo | Stadium Sultan Agung |
| Capacidad: 25,000 | Capacidad:                | Capacidad: 10,000 | Capacidad:           | Capacidad: 35,000    |

### Grupo A
| Pos. | Equipo                         | Pts. | PJ | G | E | P | GF | GC | Dif. | Definición                     |
| ---- | ------------------------------ | ---- | -- | - | - | - | -- | -- | ---- | ------------------------------ |
| 1    | Selección Sub-16 de Eslovaquia | 12   | 5  | 4 | 0 | 1 | 20 | 6  | +14  | Avanza a la etapa eliminatoria |
| 2    | Internacional                  | 11   | 5  | 3 | 2 | 0 | 12 | 3  | +9   | Avanza a la etapa eliminatoria |
| 3    | Frenz United (Malasia)         | 10   | 5  | 3 | 1 | 1 | 10 | 4  | +6   |                                |
| 4    | Besiktas                       | 7    | 5  | 2 | 1 | 2 | 10 | 6  | +4   |                                |
| 5    | Incheon United                 | 3    | 5  | 1 | 0 | 4 | 2  | 18 | −16  |                                |
| 6    | Dalian Aerbin                  | 0    | 5  | 0 | 0 | 5 | 1  | 19 | −18  |                                |

 Fuente: Rsssf.org

### Grupo B
| Pos. | Equipo                   | Pts. | PJ | G | E | P | GF | GC | Dif. | Definición                     |
| ---- | ------------------------ | ---- | -- | - | - | - | -- | -- | ---- | ------------------------------ |
| 1    | Selección Sub-16 de Irán | 10   | 4  | 3 | 1 | 0 | 10 | 0  | +10  | Avanza a la etapa eliminatoria |
| 2    | Sporting de Lisboa       | 9    | 4  | 3 | 0 | 1 | 10 | 8  | +2   | Avanza a la etapa eliminatoria |
| 3    | E. Frankfurt             | 4    | 4  | 1 | 1 | 2 | 6  | 9  | −3   |                                |
| 4    | Chonburi F.C.            | 3    | 4  | 1 | 0 | 3 | 10 | 13 | −3   |                                |
| 5    | Frenz United Indonesia   | 3    | 4  | 1 | 0 | 3 | 3  | 9  | −6   |                                |
| 6    | Rapture F.C.             | 0    | 0  | 0 | 0 | 0 | 0  | 0  | 0    | No se presentó                 |

 Fuente: Rsssf.org

## Etapa eliminatoria
|  | Semifinales             | Semifinales |                         |   | Final | Final |
|  |                         |             |                         |   |       |       |
|  | 24 enero 2014 - Malasia |             |                         |   |       |       |
|  |                         |             |                         |   |       |       |
|  | Eslovaquia Sub-16       | 1 (8)       |                         |   |       |       |
|  | Eslovaquia Sub-16       | 1 (8)       | 26 enero 2014 - Malasia |   |       |       |
|  | Sporting de Lisboa      | 1 (7)       |                         |   |       |       |
|  | Sporting de Lisboa      | 1 (7)       | Eslovaquia Sub-16       | 2 |       |       |
|  | 24 enero 2014 - Malasia |             | Eslovaquia Sub-16       | 2 |       |       |
|  |                         | Irán Sub-16 | 0                       |   |       |       |
|  | Irán Sub-16             | Irán Sub-16 | 0                       | 3 |       |       |
|  | Irán Sub-16             |             |                         | 3 |       |       |
|  | Internacional           | 1           |                         |   |       |       |
|  | Internacional           | 1           | Tercer Puesto           |   |       |       |
|  |                         |             |                         |   |       |       |
|  | 26 enero 2014 - Malasia |             |                         |   |       |       |
|  |                         |             |                         |   |       |       |
|  | Sporting de Lisboa      | 2           |                         |   |       |       |
|  | Sporting de Lisboa      | 2           |                         |   |       |       |
|  | Internacional           | 6           |                         |   |       |       |

## Semifinales
| 24 de enero de 2014, 16:00 (UTC+8) | Selección Sub-16 de Eslovaquia | 1:1 (8:7 p.)               | Sporting de Lisboa          | Stadium Frenz, Pahang, Malasia |  |
|                                    | Denis Baumgartner 28' |                            | Rafael Duarte 72'           |                                |  |
|                                    | | Tiros desde el punto penal |                             |                                |  |
|                                    | Daniel Masulovic · Martin Macho · Marek Tešlár · Lubomir Tupta · Martin Sulek · Martin Adamec · Denis Nemcek · Filip Moďoroši · Roman Zemko |                            | · Joao Nelson · Roman Zemko |                                |  |

| 24 de enero de 2014, 20:45 (UTC+8) | Selección Sub-16 de Irán                                   | 3:1 (Prórroga) | Internacional       | Stadium Frenz, Pahang, Malasia |  |
|                                    | Reza Shekari 21' · Nima Dagestani 105' · Nima Moktari 118' |                | Sartori Tharlis 42' |                                |  |

## Tercer lugar
| 26 de enero de 2014, 16:00 (UTC+8) | Sporting de Lisboa                                 | 2:6 | Internacional                                                                              | Stadium Frenz, Pahang, Malasia |  |
|                                    | Rogerio Oliveira 11' (en contra) · Luis Miguel 86' |     | Matheus Da Silva 1', 28', 52' · Gustavo Xavier 54' · Pedro Lucas 64' · Lucas Bertoglio 73' |                                |  |

## La final
| 26 de enero de 2014, 20:45 (UTC+8) | Selección Sub-16 de Eslovaquia          | 2:0 (Prórroga) | Selección Sub-16 de Irán | Stadium Frenz, Pahang, Malasia |  |
|                                    | Martin Macho 114' · Filip Moďoroši 116' |                |                          |                                |  |

## El ganador
|                                                   |
|                                                   |
| Campeón Selección Sub-16 de Eslovaquia 2.º título |